# Jordbävningen i Saguenay 1988
Jordbävningen i Saguenay 1988 var en jordbävning med magnituden 5,9 som slog till mot Québec, Kanada fredagen den 25 november 1988. Det blev en av 1900-talets större jordbävningar i östra Kanada och östra Nordamerika.
Jordbävningen utlöstes av förkastningar förknippade med Saguenay-gravsänkan.

### Fotnoter
1. ↑  Natural Resources Canada: The Magnitude 5.9 1988 Saguenay earthquake Arkiverad 22 mars 2009 hämtat från the Wayback Machine.
2. ↑  Waveform modeling of strong-motion data for the Saguenay earthquake of 25 November 1988
3. ↑  The 25 November 1988 Saguenay, Quebec, earthquake: Source parameters and the attenuation of strong ground motion